# Androsiphonia adenostegia
Androsiphonia adenostegia är en passionsblomsväxtart som beskrevs av Otto Stapf. Androsiphonia adenostegia ingår i släktet Androsiphonia och familjen passionsblomsväxter. Inga underarter finns listade i Catalogue of Life.

## Bildgalleri

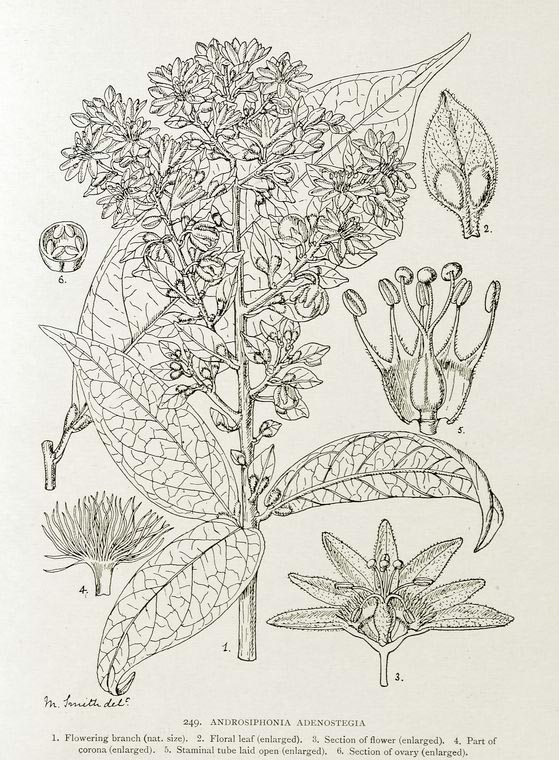